# Шестидесятники
Шестидеся́тники («дети XX съезда») — поколение советской интеллигенции. По мнению литературоведа Мариэтты Чудаковой, диапазон рождения шестидесятников — 1918—1935 годы. Дмитрий Быков продлевает его до 1940 года. Историческим контекстом, сформировавшим взгляды «шестидесятников», были годы сталинизма, Великая Отечественная война, итоги XX съезда КПСС и эпоха «оттепели».
Большинство из нас не было революционерами, не собиралось коммунистический режим уничтожать. Я, например, даже подумать не мог, что это возможно. Задача была очеловечить его.
Большинство «шестидесятников» были выходцами из интеллигентской или партийной среды, сформировавшейся в 1920-е годы. Их родители, как правило, были убеждёнными большевиками, часто участниками Гражданской войны. Вера в коммунистические идеалы была для большинства «шестидесятников» самоочевидной, борьбе за эти идеалы их родители посвятили жизнь.
По свидетельству М. Ф. Ненашева шестидесятники «были идеалистами-коммунистами, ибо как эстафету приняли от старшего поколения веру в досталинский социализм, утверждающий равенство, свободу, справедливость».
По мнению Б. Межуева шестидесятники были «единственным послевоенным поколением, для которого слова „мировая история“, „прогресс“ ещё не утратили смысл».
Однако ещё в детстве им пришлось пережить мировоззренческий кризис, так как эта среда сильно пострадала от так называемых сталинских «чисток». У некоторых «шестидесятников» родители были посажены или расстреляны. Обычно это не вызывало радикального пересмотра взглядов — однако заставляло больше рефлексировать и приводило к скрытой оппозиции режиму.

## Война
По свидетельству Михаила Ненашева «истоки убеждений поколения шестидесятников — в войне, а гражданское формирование коммунистов-идеалистов выпало на годы хрущевской „оттепели“». Огромное влияние на мировоззрение шестидесятников оказала Великая Отечественная война. В 1941 году старшей части поколения было 16 лет — и очень многие пошли добровольцами на фронт. Большая часть добровольцев, в частности, почти всё Московское ополчение, погибла в том же году. Но для тех, кто выжил, война стала главным в жизни опытом. Столкновение с жизнью и смертью, с массой реальных людей и настоящей жизнью страны, не закамуфлированное пропагандой, требовало формировать собственное мнение. Кроме того, атмосфера на передовой, в ситуации реальной опасности, была несравнимо более свободной, чем в мирной жизни. Наконец, экзистенциальный фронтовой опыт заставлял вообще по-иному относиться к социальным условностям. Бывшие десятиклассники и первокурсники возвращались с фронта совсем другими, критичными и уверенными в себе людьми.

## XX съезд и «Оттепель»
Вопреки массовым ожиданиям интеллигенции, что после Великой Отечественной войны наступит демократизация и очеловечивание строя, сталинский режим стал ещё жёстче и бескомпромисснее. Началась борьба с «формализмом», кибернетикой, генетикой, «врачами-убийцами», космополитизмом и т. д. Усилилась антизападная пропаганда. Тем временем, огромное количество фронтовиков-шестидесятников вернулись на студенческие скамьи, сильно влияя на младших товарищей.
Определяющими событиями в жизни поколения стали смерть Сталина и доклад Н. С. Хрущёва на XX съезде КПСС (1956 год), критиковавший деятельность Сталина. Для большинства «шестидесятников» XX съезд был катарсисом, разрешившим многолетний мировоззренческий кризис, примирявшим их с жизнью страны. Последовавшая за XX съездом демократизация общественной жизни, известная как эпоха «оттепели», стала контекстом активной деятельности «шестидесятников». Как отмечал сын Хрущёва Сергей: «У каждого поколения есть своя главная тема, а нас, шестидесятников, влекут годы первой „оттепели“».
Шестидесятники активно поддержали «возвращение к ленинским нормам», отсюда апологетика Ленина (стихи Андрея Вознесенского и Евгения Евтушенко, пьесы Михаила Шатрова, проза Егора Яковлева) как противника Сталина и романтизация Гражданской войны (Булат Окуджава, Юрий Трифонов, Александр Митта).
Свою роль в создании позитивного образа коммунистического будущего сыграли произведения в жанре научно-социальной фантастики, первым и одним из наиболее повлиявших на настроения в обществе на рубеже 1950-х — 1960-х годов стал напечатанный в 1957 году роман «Туманность Андромеды» Ивана Ефремова. Словно в подтверждение смелым мечтам фантастов, это время было ознаменовано успехами в освоении космоса, что способствовало повышению уровня общественного оптимизма.
Многие шестидесятники стали убеждёнными интернационалистами и сторонниками «мира без границ». Не случайно культовыми фигурами для шестидесятников были революционеры в политике и в искусстве — Владимир Маяковский, Всеволод Мейерхольд, Бертольт Брехт, а также писатели Эрнест Хемингуэй и Эрих Мария Ремарк.

## Термин «Шестидесятники»
Историк А. В. Шубин отмечает, что понятие «шестидесятники» впервые возникло в XIX веке, когда так преимущественно обозначали народников и нигилистов. А уже в XX веке шестидесятниками стали именовать сложившееся во время хрущёвской «оттепели» поколение советских людей, которые в основном принадлежали к интеллигенции. Их также называли «детьми XX съезда» по тому историческому событию, которое породило советское шестидесятничество — XX съезду КПСС, где «впервые партийная практика была подвергнута проверке не с точки зрения интересов „пролетариата“, то есть партийного руководства, а с точки зрения „общечеловеческой“ морали, что сразу же было подхвачено молодыми общественными деятелями, деятелями науки и культуры». Также он указывает, что основой мировоззрения «шестидесятничества» стала антиномия между произволом власти и индивидуальной автономией личности. По мнению Шубина, в 1960—1970 годы большая часть этого поколения выступала «за умеренные демократические реформы в рамках существующего строя, их идеалом был демократический социализм „с человеческим лицом“». Он замечает, что из их числа вышли многие крупные общественные и культурные деятели — советники высших советских руководителей, крупные журналисты, кинорежиссёры, писатели. А также, что пришедший на смену оттепели брежневский «застой» привёл к росту увлечение со стороны молодёжи этого времени «достижениями стран Запада», что раскололо её на три части: где одна «часть влиятельных шестидесятников стала переходить на позиции западничества и либерализма (А. Д. Сахаров, Г. Померанц), либо почвенничества (А. И. Солженицын, И. Р. Шафаревич, писатели-„деревенщики“)», другая — «приняла участие в диссидентском движении», а третья — «эмигрировала из СССР».
Термин «шестидесятники» прижился после того, как в декабрьском номере журнала «Юность» за 1960 год была напечатана статья «Шестидесятники. Книги о молодом современнике» критика Станислава Рассадина. Автор позже критически отзывался о распространившемся слове:

…само понятие «шестидесятник» заболтано, обессмыслено, да и с самого начала не имело поколенческого смысла, являясь приблизительным псевдонимом времени. (Признаю вполне самокритически — как автор статьи «Шестидесятники», напечатанной буквально за несколько дней до наступления самих 1960-х, в декабре 1960 года.)
В других советских республиках и странах социалистического лагеря «шестидесятниками» называют свои поколенческие субкультуры, отчасти близкие русской. Вместе с тем, «шестидесятниками» часто называют ряд зарубежных представителей «поколения 1960-х», эпохи хиппи, The Beatles, рок-н-ролла, психоделиков, сексуальной революции, «новых левых», «движения за гражданские права» и студенческих волнений 1968 года (см. Контркультура 1960-х годов). Это совершенно другое историческое явление: так, советские шестидесятники чувствовали гораздо большее родство с битниками, предшествовавшими поколению хиппи. Однако в совершенно разных контекстах возникли эмоционально перекликающиеся феномены с общим названием.
Некоторые представители поколения со временем стали относиться к термину иронически. Так, А. Г. Битов пишет: «…я шестидесятник лишь потому, что мне за шестьдесят; мои первые дети родились в шестидесятые, и Ленинград находится на шестидесятой параллели». А В. П. Аксёнов в рассказе «Три шинели и нос» вообще называет себя «пятидесятником».
Со временем термин приобрёл и негативную коннотацию. Например, Д. Л. Быков, говоря о новом газетном проекте на страницах издания «Новый взгляд», отмечал:

Можно было ожидать, что на месте скучной «Общей газеты», выражавшей позицию вконец запутавшихся (а то и изолгавшихся) шестидесятников-прогрессистов, возникнет лощёно-аналитическое издание… но кто же мог предположить, что издание получится ещё скучней?
На 1960-е годы приходится возрождение социологии в СССР.

## «Физики» и «лирики»
Бурную дискуссию вызывал в то время вопрос, что первостепенно для общества — наука или искусство. «Шестидесятники» состояли из двух взаимосвязанных, но разных субкультур, шутливо называвшихся «физиками» и «лириками» — представителей научно-технической и гуманитарной интеллигенции.

Как вспоминала Зинаида Эскина 
Наше поколение жило стихами, стихами вырабатывалось мировоззрение, растились души, стихами мы находили друг друга, стихами объяснялись в любви.
Если «лирики» в основном увлекались поэзией и живописью, «физики» держали руку на пульсе научно-технического прогресса, занимаясь изобретательством. В их среде Альберт Эйнштейн и Лев Ландау были культовыми фигурами, фото этих светил науки украшали квартиры советских людей, даже далёких от физики. Естественно, «физики» меньше проявляли себя в изящных искусствах, однако мировоззренческая система, возникшая в их среде, была не менее заметна в советской культуре 1960-х и 1970-х годов. Присущая «физикам» романтизация научного познания и научно-технического прогресса оказала огромное влияние на развитие науки и весь советский быт. В художественной литературе взгляды «физиков» проявлялись не часто, в основном в жанре научной и научно-социальной фантастики, ярчайшим примером которой является проза братьев Стругацких, хотя иногда находила отражение и в произведениях реалистического жанра (роман Даниила Гранина «Иду на грозу», фильм Михаила Ромма «Девять дней одного года» и т. д.).
«Физики» (хотя их личные взгляды и кругозор могли быть вполне широкими) считались гораздо более любимыми государством, чем «лирики», — отчасти из-за того, что в них нуждалась огромная оборонная промышленность СССР. Такие отношения отражены и в стихотворении поэта Бориса Слуцкого «Физики и лирики»: «Что-то физики в почёте, что-то лирики в загоне. Дело не в сухом расчёте, дело в мировом законе». К началу 1970-х эстетика «физиков» была воспринята советским официозом — «научно-фантастический» стиль стал архитектурно-дизайнерской нормой для многих стран развитого социализма. В соответствии с плановой экономикой и концепцией марксизма-ленинизма, на один творческий вуз приходился десяток инженерно-технических.

## Авторская песня
Съёмки со знаменитых чтений в «Политехе» вошли в один из главных «шестидесятнических» фильмов — «Застава Ильича» Марлена Хуциева, а перечисленные поэты на несколько лет стали невероятно популярны.
Позже любовь публики перешла на поэтов нового жанра, порождённого культурой «шестидесятников»: авторской песней. Его отцом стал Булат Окуджава, начавший в конце 1950-х исполнять под гитару песни собственного сочинения. Вскоре появились другие авторы — Александр Галич, Юлий Ким, Михаил Щербаков, Новелла Матвеева, Юрий Визбор, ставшие классиками жанра. Появился аудио-самиздат, разнёсший голоса бардов по всей стране, — радио, телевидение и грамзапись были тогда для них закрыты.

## Походники
В конце 1960-х, когда общественная жизнь в стране была придушена, в среде «физиков» возникла новая субкультура — туристов-походников. В её основе лежала романтизация таёжного (северного, высокогорного) быта геологов и прочих полевиков. Простота, грубость и свобода их жизни были антитезой скучной бессмыслице «правильного» существования городского интеллигента. Выражением этих настроений стал фильм Киры Муратовой «Короткие встречи» (1967) с Владимиром Высоцким в главной роли. В том же году вышел фильм «Вертикаль» также с Высоцким и его песнями под гитару. Миллионы интеллигентов стали проводить свои отпуска в дальних турпоходах, штормовка стала обыденной интеллигентской одеждой.
Центральной практикой этой субкультуры было коллективное пение у костра под гитару — в результате чего авторская песня превратилась в массовый жанр. По всей стране возникали клубы самодеятельной песни (КСП). Олицетворением и любимейшим автором этой субкультуры был бард Юрий Визбор. Впрочем, расцвет её пришёлся не на «шестидесятников», а на следующее поколение.

## Коммунарское движение
Воодушевленные, как им казалось, близкой перспективой построения коммунистического общества, многие педагоги поставили перед собой задачу воспитания человека, готового жить по высоким коммунистическим моральным нормам. Основываясь на успешном опыте С. Т. Шацкого и А. С. Макаренко, сочетая их методики с идеями, почерпнутыми у скаутов и пионерского движения 20-х годов, педагоги коммунарского движения, виднейшим из которых был Игорь Иванов, создали методику на принципах добровольности участия, коллективного планирования, коллективного исполнения и коллективной оценки, чередования творческих поручений, ротации выборных руководителей и т. д.
Коммунарская методика была положена в основу работы во Всероссийском лагере ЦК ВЛКСМ «Орлёнок». Летом 1962 года «Комсомольская правда» и ЦК ВЛКСМ собрали в «Орлёнке» 50 старшеклассников из различных городов; в отряд были приглашены несколько подростков из Коммуны юных фрунзенцев, а также трое «старших друзей» КЮФа. Ребята разъехались по своим городам и там многим из них удалось создать подростковые сообщества, которые стали называть себя «секциями» клуба юных коммунаров. Секции проводили «коллективные творческие дела» и воспроизводили стиль и образ жизни КЮФ (в той мере, в какой они могли их освоить за проведенные в «Орленке» 40 дней). После изучения сотрудником «Комсомольской правды» С. Л. Соловейчиком жизни КЮФ и опубликования статьи «Фрунзенская Коммуна», 24 января 1962 году газета объявила о создании заочного «Клуба юных коммунаров» («КЮК») и призвала комсомольцев-старшеклассников, учеников ремесленных и технических училищ создавать секции этого клуба из первичных комсомольских организаций — групп, классов.
В 1963 году в «Орлёнке» прошёл первый Всесоюзный Сбор юных коммунаров. С этого времени и появился в прессе термин «коммунарское движение», иногда также называемое «орлятским». КЮК в «Комсомольской правде» и «коммунарские» смены в «Орлёнке» породили первую волну коммунарского движения. Оно распространилось почти на всю страну, воспитало несколько поколений педагогов-энтузиастов и охватывало во времена расцвета (середина 60-х годов) десятки тысяч школьников и подростков.
Однако в силу нарастания неблагоприятных тенденций в политической обстановке после смещения Н. С. Хрущёва административное давление на коммунарские клубы и отряды стало усиливаться, что привело к постепенному уменьшению числа их участников и закрытию части клубов. С декабря 1965 года была прекращена поддержка коммунарского движения со стороны ЦК ВЛКСМ; было объявлено, что в таком случае дальнейшая судьба коммунарских объединений будет зависеть от их взаимоотношений с комсомольскими органами «на местах». Движение официально не запрещалось, но с тех пор во многих городах отношение к секциям клуба ЮК стало крайне неблагоприятным. В то же время ряд клубов и отрядов коммунарского и близких к нему направлений существуют и поныне.

## Кино и театр
По свидетельству Евгения Евтушенко все русские «шестидесятники» выросли отнюдь не на марксизме, а на итальянском неореализме: «нет маленьких страданий, нет маленьких людей — вот чему научил нас заново итальянский неореализм».
В кино «шестидесятники» проявили себя исключительно ярко, несмотря на то, что этот вид искусства жёстко контролировался властью. Самыми известными фильмами, выражавшими настроения после XX Съезда, были «Летят журавли» Михаила Калатозова, «Застава Ильича» и «Июльский дождь» Марлена Хуциева, «Я шагаю по Москве» Георгия Данелии, «Девять дней одного года» Михаила Ромма, «Добро пожаловать, или Посторонним вход воспрещён» Элема Климова.
Вместе с тем большинство актёров «золотой обоймы» советского кино — Евгений Леонов, Иннокентий Смоктуновский, Олег Табаков, Евгений Евстигнеев, Юрий Никулин, Василий Ливанов, Евгений Лебедев, Михаил Ульянов, Станислав Любшин, Инна Гулая, Жанна Болотова, Марианна Вертинская, Андрей Смирнов, Николай Губенко, Ирина Мирошниченко, Олег Даль и многие другие, — были «шестидесятниками» и по возрасту, и по образу мышления. Но гораздо больше кинематографисты-«шестидесятники» проявили себя в 1970-х — 1980-х годах — в основном в жанре кинокомедии, поскольку только в ней разрешалось критиковать отрицательные стороны жизни, как правило, на бытовом уровне. Именно тогда сняли свои лучшие фильмы такие типичные «шестидесятники», как Эльдар Рязанов, Георгий Данелия, Марк Захаров. Наиболее характерным примером «шестидесятничества» в театре были «Современник» Олега Ефремова и «Таганка» Юрия Любимова.

## Живопись
В 1960-е годы в Советском Союзе обострились отношения между властью и свободомыслящими художниками. В 1962 году художники из студии Элия Белютина «Новая реальность» приняли участие в выставке в Манеже, посвященной 30-летию МОСХа. Эта выставка стала знаковым событием, так как резкая критика в адрес современных художников со стороны Хрущева и других руководителей страны оставила художников «Новой реальности» за рамками официального искусства.
В 1954 году Белютин собрал вокруг себя прогрессивных художников, стремясь создать Новую Академию, где преподавание велось бы в соответствии с его методикой. На протяжении многих лет Белютин изучал систему преподавания Французской академии художеств, методы Павла Чистякова и многих авангардных художников начала века. Поиски Белютина вылились в «теорию всеобщей контактности», которую он широко применял в своей студии. Таким образом, художники «Новой реальности», среди которых Люциан Грибков, Владислав Зубарев, Владимир Шорц, Анатолий Сафохин, Вера Преображенская, Тамара Тер-Гевондян продолжили традиции русского авангарда 1920-х годов.
Во многом приход шестидесятников явился реинкарнацией передвижнической реформы, где каждый из авторитетных педагогов следует собственным принципам в обучении. Например, для выпускников мастерской Т. Т. Салахова характерен выбор ограниченной цветовой гаммы и лапидарного решения формы путем четких перепадов света и тени. Проанализировав учебные постановки мастерской А. А. Мыльникова, отметим введение белых ореолов, ставших знаковыми для ленинградской художественной школы, легкость исполнения через тонкое письмо, порой неотличимое от пастели. Если обратиться к прочтению традиции в работах А. А. Мыльникова, то неизбежна аналогия с мастерами искусства русского авангарда — А. Н. Самохвалова, А. А. Лабаса, раннего периода в творчестве А. А. Дейнеки, женскими портретами и графическими циклами В. В. Лебедева. Мастерской Е. Е. Моисеенко присуща конструктивная экспрессивность рисунка и пластическая простота решения портретов и фигур на фоне орнаментальных фонов. Таким образом, в персональных мастерских лидеров-шестидесятников видоизменение натуры происходит по условным правилам, которые задает педагог-руководитель. Эти правила оформляются в определённую стилистическую схему, согласно которой должен проходить процесс интерпретации учебной постановки.
Синтез традиций русской академической живописи, русского авангарда лежат в основе создания нового принципа построения цвета и формы Иззата Клычева, создавшего свой стиль в конце 50-х — начале 60-х годов («Путь к воде», серия «Моя Туркмения»): плоскостность построения он визуализирует с использованием традиционной для туркменского декоративно-прикладного искусства гаммы: красный, жёлтый, синий, зелёный. Наследие «Бубнового валета», особенно И. Машкова и П. Кончаловского, учеником которых был Г. Ф. Бабиков, становится фундаментом цветовых экспериментов Станислава Бабикова. Группа «Семёрка» обращается к западному модернизму и национальному туркменскому искусству, Происходит сложное переосмысление традиционного и нового.

## Период застоя
Отстранение Хрущёва от власти поначалу не вызвало большой озабоченности, так как пришедший к власти триумвират — Подгорный, Косыгин и Брежнев — выглядел респектабельно на фоне не всегда уравновешенного Хрущёва. Однако уже вскоре вместо либерализации последовало резкое ужесточение режима внутри страны и обострение холодной войны, что стало для «шестидесятников» большой трагедией.
Знаково-мрачными стали для них следующие события. Во-первых, процесс Синявского и Даниэля (1966) — показательный суд над литераторами, осуждёнными не за антисоветскую деятельность, а за их произведения. Во-вторых, Шестидневная война и последующий рост еврейского национального движения в СССР, борьба за выезд; в-третьих — ввод советских войск в Чехословакию (1968) — «шестидесятники» очень сочувствовали Пражской весне, видя в ней логичное продолжение «оттепели». И, наконец, разгром «Нового мира» (1970), ознаменовавший установление глухого «застоя», конец возможности легального самовыражения.
Многие «шестидесятники» приняли непосредственное участие в диссидентском движении — и подавляющее их большинство сочувствовало ему. В то же время, хотя кумир поколения Александр Солженицын постепенно пришёл к радикально антисоветским взглядам, большинство «шестидесятников» по-прежнему сохраняли веру в социализм. Как пел Окуджава в песне «Сентиментальный марш»:

Я всё равно паду на той, на той единственной Гражданской. 

И комиссары в пыльных шлемах склонятся молча надо мной.

При том, что интеллигенция следующего поколения относилась к этим идеалам, в лучшем случае, равнодушно. Это вызывало ощутимый конфликт поколений — подкреплявшийся философскими и эстетическими разногласиями. «Шестидесятники» без энтузиазма относились к «авангардизму», которым жила интеллигенция 1970-х — концептуализму, постмодернизму. В свою очередь, «авангардистов» мало волновала лирика Твардовского и разоблачения сталинизма — всё советское было для них очевидным абсурдом.
В 1970-х годах многие лидеры «шестидесятничества» были вынуждены эмигрировать (писатели Василий Аксёнов, Владимир Войнович, Анатолий Гладилин, Анатолий Кузнецов, Александр Галич, Георгий Владимов, Андрей Синявский, Наум Коржавин; кинематографисты Эфраим Севела, Михаил Калик, Михаил Богин; эстрадные певцы Эмиль Горовец, Лариса Мондрус, Аида Ведищева и многие другие). Часть «шестидесятников» была вытеснена во «внутреннюю эмиграцию» — поэты Владимир Корнилов, Борис Чичибабин и др.
В годы застоя кумиром, почти иконой «шестидесятников» стал академик Андрей Сахаров, отказавшийся от комфортной жизни обласканного властью учёного ради борьбы за свободу совести. Сахаров с его сочетанием чистоты, наивности, интеллекта и моральной силы воплощал все идеалы поколения, а кроме того, был одновременно и «физиком», и «лириком».

## Религия
Во многом благодаря пропагандистским успехам Хрущёвской антирелигиозной кампании, по воспитанию «шестидесятники» по большей части были атеистами или агностиками — и остались таковыми на всю жизнь. Однако с началом «застоя» в условиях отсутствия каких-либо социальных перспектив некоторая их часть обратилась к религиозному поиску — в основном в рамках православия и иудаизма (последнее было распространено среди евреев, которые, впрочем, нередко принимали не иудаизм, а православие). Самыми заметными фигурами православного возрождения в «шестидесятнической» среде были протоиереи Александр Мень и Глеб Якунин, митрополит Антоний Сурожский, диссидентка Зоя Крахмальникова, филолог Сергей Аверинцев.
В то же время многие в своих духовных поисках (а также, нередко, и в желании вести здоровый образ жизни, достичь гармонии с природой) обращались к восточным религиям и учениям: например, в Ленинграде оформилась группа буддистов, объединённая вокруг фигуры ламы и буддолога Б. Д. Дандарона. В серьёзных журналах, таких, как «Наука и жизнь», велись публикации по хатха-йоге. Углубляющиеся идейные расхождения и военное противостояние с маоистским Китаем способствовали политическому сближению и интеллектуальному обмену с Индией, что облегчило распространение рериховского движения. Свой вклад в распространение близких идей внёс виднейший писатель-фантаст Иван Ефремов своим романом «Лезвие бритвы». Наблюдалось распространение и других движений эзотерической направленности. Были и оригинальные течения, например, движение сторонников Порфирия Иванова. По мнению протоиерея Владислава Цыпина такое широкое обращение к религии было связано с тем, что несмотря на советское воспитание, людей разочаровывало и оскорбляло, что «столько жертв, столько крови» было затрачено «не ради земного рая, наступление которого было обещано, а ради того, чтобы у всех, и то лишь в перспективе, в конце концов была отдельная двух- или трёхкомнатная квартира и питание достаточной и даже избыточной калорийности». В итоге «реакция разочарованных была разной: одни <…> обрушились с критикой на советский официоз с позиций марксистской ортодоксии, другие „выбирали свободу“ и становились оголтелыми поклонниками культа Запада, вплоть до почитания золотого тельца, хотя при этом могли оставаться людьми лично не корыстными и кадить капиталу вполне платонически, третьи искали выхода на пути квазирелигиозных, парарелигиозных и религиозных исканий. Уже в 1960-е годы появились доморощенные йоги, тогда ещё не кришнаиты, и даже буддисты, не имевшие ни бурятских, ни калмыцких корней <…> В среде отечественных хиппи, в параллель с тягой к наркотикам, обнаружилась тяга ко всякого рода эзотерике и оккультным опытам».

## Перестройка
По свидетельству М. Ф. Ненашева «истоки идей перестройки М. С. Горбачева — от поколения шестидесятников. <…> Они терпеливо, не теряя надежды, ждали и готовили обновление в обществе.»
Историк А. В. Шубин отмечает, в 1980-е годы в СССР произошло усиление «позиции шестидесятников в аппарате КПСС и средствах массовой информации», а также указывает, что уже «в начале перестройки видные шестидесятники стали излагать в своих выступлениях в СМИ всё более смелые демократические идеи в рамках коммунистической идеологии, тем не менее они опасались выступать ещё более открыто, так как за это могли быть исключены из КПСС и сняты с руководящих постов».
Историк В. П. Данилов полагает, что объявленную Горбачёвым перестройку «шестидесятники» восприняли с огромным энтузиазмом — как продолжение «оттепели», возобновление их противостояния со сталинизмом. Они — после двух десятилетий бездействия — вдруг вновь оказались очень востребованными. Одна за другой выходили их книги о сталинской эпохе, производя эффект разорвавшейся бомбы: «Дети Арбата» Анатолия Рыбакова, «Чёрные Камни» Анатолия Жигулина, «Белые Одежды» Владимира Дудинцева, «Зубр» Даниила Гранина и т. д.
Публицисты-«шестидесятники» (Ю. Н. Афанасьев, Ю. Г. Буртин, Ю. Ф. Карякин, В. А. Коротич, Г. Х. Попов, Ю. Д. Черниченко, М. Ф. Шатров, Е. В. Яковлев и др.) оказались на переднем крае борьбы за «обновление» и «демократизацию» социализма (поскольку этот дискурс вполне соответствовал их взглядам) — за что были названы «прорабами перестройки». Вскоре выяснилось, что они более горячие сторонники перестройки, чем её авторы[уточнить]. Спорный вопрос, можно ли назвать «шестидесятниками» самих Михаила Горбачёва и Александра Яковлева (всё-таки больше сформированных номенклатурной культурой). Так или иначе, в целом перестройка стала звёздным часом поколения и вершиной его успеха.
По мнению философа и политолога А. С. Ципко, сама перестройка явилась «продуктом шестидесятничества, продуктом тех идей, иллюзий, ценностей, которые складывались у целого поколения советской интеллигенции под влиянием разоблачения так называемого „культа личности Сталина“». В свою очередь историк А. В. Шубин считает что «позиции в партийно-государственных структурах и СМИ помогли шестидесятникам возглавить демократическое движение», однако «результаты реформ 1990-х гг. вызвали у большинства шестидесятников разочарование, так как их итоги существенно разошлись с их идеалами».
По мнению Захара Прилепина «шестидесятническая культурная элита утянула страну за собой в перестройку.»

## Постсоветский период
В 1993 году многие представители этого поколения подписали «Письмо 42-х», называя оппозиционный Ельцину парламент «фашистами».
Однако вместе с крушением СССР и демонтажем социалистического строя кончилась и общественная востребованность «шестидесятников». Новая социальная реальность принесла совсем другие понятия, проблемы и вопросы, в одночасье сделав неактуальным весь дискурс, на котором строилась шестидесятническая культура. И в 1990-х — 2000-х годах большинство знаменитых «шестидесятников» тихо умерли полузабытыми.

## Социопсихологические особенности «шестидесятника»
Исследователь Илья Кукулин утверждает, что шестидесятники — это определенное мировоззрение: оптимистическое, иронически окрашенное, гораздо более открытое по сравнению со сталинским временем, но поверхностное в своих познаниях о «внешнем» мире.
К. С. Беляева, конструируя модель «шестидесятника», предлагает в числе их главных личностных характеристик такие:
- чрезвычайная активность
- чёткая жизненная позиция
- прямолинейность
- молниеносный ответ на происходящие события в стране и мире
- поддержка
- оптимизм
- вера в лучшее
- борьба с трудностями
- стойкость
- честность
- целеустремленность
- творческий максимализм, огромный творческий диапазон
- многогранность

Политолог В. Гельман отмечал: «Трагедия поколения „шестидесятников“ состояла в том, что лучшие его представители положили много лет на борьбу за право свободно высказывать свои мнения, долгие годы пряча их за эзоповым языком и „неконтролируемым подтекстом“. Когда барьеры оказались сняты, выяснилось, что многим из них почти нечего сказать и — что еще хуже — многих из них по большому счету незачем слушать».